# Simon Mann
Pour les articles homonymes, voir Mann.
Simon Mann, né le 26 juin 1952 à Aldershot (Hampshire) et mort le 8 mai 2025, est un ancien officier de la British Army, expert en sécurité et mercenaire, sujet britannique et citoyen sud-africain. 
Il a été extradé vers la Guinée équatoriale le 1er février 2008, où il est accusé d'avoir mené un coup d'État manqué. Il y est soupçonné d'avoir planifié la tentative de coup d'État de 2004 en Guinée équatoriale en dirigeant une équipe de mercenaires vers la capitale Malabo afin d'y capturer ou tuer le président Teodoro Obiang Nguema Mbasogo. Les charges retenues contre lui en Afrique du Sud ont été levées le 23 février 2007, mais pas en Guinée équatoriale où il a été condamné in absentia en novembre 2004. S'il est condamné, il risque un minimum de 30 années d'incarcération, à purger probablement dans la prison de Black Beach. Il a perdu le recours contre son extradition vers la Guinée équatoriale qu'il avait déposé au Zimbabwe après y avoir passé trois années en détention, sur les quatre auxquelles il avait été condamné pour les mêmes crimes, et bénéficié d'une libération anticipée pour bonne conduite.

## Biographie
George Mann, le père de Simon Mann, était le capitaine de l'équipe d'Angleterre de cricket à la fin des années 1940 et l'héritier des brasseries Watney Mann, aujourd'hui possédées par Diageo. Frank Mann, père de George et grand-père de Simon était aussi capitaine de l'équipe d'Angleterre de cricket en 1922-1923. Après avoir quitté Eton College, Simon Mann a suivi une formation d'officier à Sandhurst puis a rejoint les Scots Guards. Plus tard, il devint membre du SAS et servit à Chypre, en Allemagne, en Norvège et en Irlande du Nord avant de quitter l'armée en 1985. Il fut rappelé en tant que réserviste pour servir lors de la guerre du Golfe (1990-1991).
Simon Mann entra ensuite dans le secteur de la sécurité informatique. Mais son intérêt pour ce domaine avait décru lors de son retour du Golfe. Il intégra alors l'industrie pétrolière et travailla avec Tony Buckingham. Buckingham avait aussi un passé militaire et fut un plongeur professionnel pour l'industrie pétrolière de la mer du Nord avant de rejoindre une compagnie pétrolière canadienne. En 1983, le groupe rebelle angolais UNITA s'empara du port de Soyo et ferma ses installations pétrolières. Le gouvernement angolais, présidé par Jose Eduardo dos Santos cherchait l'aide de mercenaires pour reprendre le contrôle du port et se tourna vers Buckingham qui avait créé sa propre compagnie. Buckingham utilisa les services d'une compagnie sud-africaine appelée Executive Outcomes. Simon Mann et Tony Buckingham s'impliquèrent dans les activités de mercenariat d'Executive Outcomes.
Simon Mann continua dans ce secteur et créa Sandline International avec Tim Spicer en 1996. La compagnie a déployé ses activités principalement en Angola et en Sierra Leone. En 1997, Sandline reçut la mission du gouvernement de Papouasie-Nouvelle-Guinée de mater la rébellion sur l'Île Bougainville. C'est là que la compagnie acquit une renommée internationale. Sandline International annonça la fin de ses activités le 16 avril 2004.
En 2002, Simon Mann a joué le rôle du Colonel Wilford du régiment de parachutistes britanniques dans le film Bloody Sunday de la chaîne Granada Television. Il s'agissait d'une adaptation par Paul Greengrass des événements de 1972 en Irlande du Nord connus sous le nom de Bloody Sunday.
Le 7 mars 2004, Simon Mann et 69 autres personnes furent arrêtées au Zimbabwe ; leur Boeing 727 fut saisi par les forces de sécurité pendant une escale à l'aéroport d'Harare où l'avion devait être chargé d'armes et d'équipements pour une valeur de 100 000 livres sterling. Les hommes furent poursuivis pour violation des lois nationales sur l'immigration, les armes et la sécurité et plus tard accusés d'avoir préparé une tentative de coup d'État en Guinée équatoriale. Au même moment, huit hommes suspectés d'être des mercenaires, dont un mourut plus tard en prison, étaient détenus en Guinée équatoriale également pour tentative de coup d'État. Simon Mann et ses associés prétendirent qu'ils ne se dirigeaient pas vers la Guinée équatoriale mais vers la république démocratique du Congo afin d'y fournir un service de sécurité pour l'industrie diamantifère. Ils furent jugés au Zimbabwe et Simon Mann reconnu coupable le 27 août 2004 de tentative d'achat d'armes en vue de mener un coup d'État, et condamné à sept années de réclusion,. Soixante-six des autres hommes furent acquittés. Les deux pilotes furent condamnés à seize mois et les autres à un an de réclusion pour violation des lois sur l'immigration. Le Boeing 727 fut saisi, ainsi que les 180 000 dollars américains trouvés à bord.
Le 25 août 2004, Mark Thatcher, fils de Margaret Thatcher, ancien Premier ministre du Royaume-Uni, fut arrêté à son domicile au Cap (Afrique du Sud). Il fut reconnu coupable, après un plea bargain, d'avoir apporté un soutien financier aux conspirateurs. Le 25 août, CNN diffusa un reportage sur l'affaire des quatorze hommes suspectés de former l'avant garde des mercenaires et poursuivis en Guinée équatoriale. L'un d'eux, Nick du Toit, affirma qu'il avait été présenté à Mark Thatcher par Simon Mann. BBC News aurait indiqué plus tard que les dossiers financiers des placements de Simon Mann révélèrent d'importants transferts d'argent à Nick du Toit, ainsi qu'un avoir de deux millions de dollars américains en provenance d'une source inconnue et intraçable.
Le 23 février 2007, les charges furent levées en Afrique du Sud contre Simon Mann et ses associés. Simon Mann resta au Zimbabwe où il fut condamné. Le 2 mai 2007, un tribunal du Zimbabwe décida que Simon Mann devait être extradé vers la Guinée équatoriale où il était poursuivi. Le juge zimbabwéen a pris cette décision, même si le Zimbabwe avait promis qu'il ne serait pas soumis à la peine capitale (ce qu'il risque théoriquement en Guinée équatoriale). Son extradition a été décrite comme un arrangement « pétrole contre Mann », en référence aux grandes quantités de pétrole que le président Robert Mugabe a réussi à obtenir de la part de la Guinée équatoriale. Simon Mann a perdu l'appel contre la décision d'extradition,. La prison de Black Beach en Guinée équatoriale, où il a été envoyé, est connue pour ses mauvaises conditions de détention. Les détenus n'y reçoivent que rarement un traitement médical, ont faim et sont souvent torturés. Un des partenaires de Simon Mann y est décédé.
Le 30 janvier 2008, les avocats de Simon Mann ont indiqué qu'ils feraient appel auprès de la Cour suprême. Le jour suivant, Simon Mann fut extradé vers la Guinée équatoriale, en secret, faisant dire à ses avocats que ce transfert fut précipité pour éviter l'appel devant la Cour suprême,.
Robert Young Pelton, qui était en Guinée équatoriale à ce moment-là, prit la première photo de Simon Mann dans la prison de Black Beach et la publia dans le Daily Mail. Alors que son avocat, la presse et sa femme, Amanda (qui n'a jamais pu lui téléphoner ou lui rendre visite) insiste sur le fait qu'il était maltraité, l'ambassadeur Harris du Royaume-Uni et un agent des États-Unis d'Amérique ont rendu visite à Simon Mann et affirmé qu'il était en bonne santé physique et psychologique. Néanmoins, cela n'est pas certain quand on connaît la très mauvaise réputation de la dictature équatoguinéenne en matière de droits de l'homme. Dans un récent entretien télévisé sur Channel Four, Simon Mann était enchaîné et montrait des blessures aux bras et aux jambes causées par ses entraves. De plus, Channel Four fut interdit de filmer à l'intérieur de la prison, alors que les autorités équatoguinéennes et Simon Mann (peut être sous la contrainte) répétèrent que les conditions de détention à Black Beach étaient bonnes.
Le 8 mars 2008, Channel Four a gagné une bataille juridique et pu diffuser l'entretien avec Simon Mann dans lequel il fait sensation en accusant des personnalités politiques britanniques, notamment des ministres, d'avoir donné leur approbation tacite à la tentative de coup d'État. Dans son témoignage, qui a le potentiel de déstabiliser le gouvernement britannique, il parle avec franchise des événements qui ont mené à la tentative avortée de renverser le président équatoguinéen.
Simon Mann a été libéré le 4 novembre 2009. À son arrivée à Luton, en Grande-Bretagne, il déclare, dans un communiqué lu par un porte-parole : « Je suis profondément reconnaissant au président Obiang de m'avoir libéré. C'est le plus beau cadeau de Noël anticipé que ma famille et moi pouvions jamais imaginer ».
Les mémoires de Mann, Cry Havoc, ont été publiés en 2011, et ont reçu des critiques mitigées.
En 2017, Simon Mann témoigne à Paris en France, du côté de la défense, dans le procès de Teodorin Obiang, fils de Teodoro Obiang président de la Guinée équatoriale, accusé de s’être frauduleusement bâti en France un patrimoine gigantesque. 
En 2024, Simon Mann a fourni au Daily Telegraph l'accès à des courriels et à des mémoires inédits apportant des informations complémentaires. À l'occasion du 20e anniversaire de la tentative de coup d'État, le journal a publié un article sur le sujet.
La mort de Simon Mann est annoncée le 9 mai 2025 ; il est décédé subitement à l'âge de 72 ans le 8 mai alors qu'il s'entraînait dans une salle de sport.

## Adaptation télévisée
La tentative de coup d'État en Guinée équatoriale est le sujet du film Coup!, écrit par John Fortune (en). Simon Mann est incarné par Jared Harris, et Mark Thatcher par Robert Bathurst. Le film prend garde à ne pas suggérer que Mark Thatcher avait connaissance de cette tentative de coup d'État. Il fut diffusé sur BBC 2 le 30 juin 2006 et sur ABC (Australie) le 21 janvier 2008.